# Gut (Ottobeuren)
Gut ist ein Ortsteil des oberschwäbischen Marktes Ottobeuren im Landkreis Unterallgäu.

## Geografie
Die Einöde Gut liegt etwa vier Kilometer östlich von Ottobeuren zwischen Betzisried und Hofs.

## Geschichte
Die erste urkundliche Erwähnung war 1461. Die Besitzer von Gut wechselten ständig, bis das Kloster Ottobeuren 1550 in den Besitz der Einöde kam. Dort verblieb sie bis zur Säkularisation. Heute besteht die Einöde aus einem Gehöft.